# Бирюк (фильм)
«Бирюк» — украинская советская социальная кинодрама 1977 года по мотивам одноимённого рассказа из цикла «Записки охотника» Ивана Тургенева. Третья по счёту режиссёрская работа Романа Балаяна.
Премьера состоялась в августе 1978 года. Фильм вышел в ограниченном прокате — 191 копия. Картину посмотрели 1,3 миллиона зрителей. Премьерный показ состоялся в феврале 1978 года на 28-м Берлинском международном кинофестивале, где фильм был участником конкурсной программы. В зарубежном прокате  выходил под названиями: англ. Lone Wolf, фин. Erakko, нем. Isegrim, нем. Der Waldhüter. В отличие от фильма, в рассказе Тургенева Фома — «Бирюк» остаётся в живых.

## Сюжет
Крепостной крестьянин Фома поставлен охранять лес. Фоме приходится ловить таких же крепостных мужиков, как и он сам, пришедших в лес без разрешения барина поохотиться или нарубить дров. В деревне его не любят и прозвали «Бирюком» за угрюмый и нелюдимый характер. На самом деле Фома человек добрый, совестливый, живёт вместе с юной дочерью Улитой просто и строго. Беззаветно преданный лесу, понимающий и оберегающий каждое дерево, главный герой нелепо гибнет от пули барина, пришедшего в лес пострелять птиц и кабанов.

## В ролях
- Михаил Голубович — Фома («Бирюк»), лесник
- Олег Табаков — Берсенев
- Елена Хроль — Улита, дочь Бирюка
- Юрий Дубровин — 1-й мужик
- Алексей Зайцев — 2-й мужик

## Съёмочная группа
- Авторы сценария:
  - Роман Балаян
  - Иван Миколайчук
- Режиссёр-постановщик: Роман Балаян
- Оператор-постановщик: Вилен Калюта
- Художник-постановщик: Виталий Волынский
- Композитор: Владимир Губа
- Директора картины: Валентина Гришокина, Леонид Корецкий